# アメンエムオペト
ウセルマアトレ・アメンエムオペト（Usermaatre Amenemope）は古代エジプト・第21王朝のファラオ（在位: 前1001年 - 前992年あるいは前993年 - 前984年）。
アメンエムオペトの墓はプスセンネス1世のものと並んで2つしかない未盗掘の古代エジプト王墓として知られるが、金属製の発掘品のみ現存する。

## 治世
おそらくはプスセンネス1世と王妃ムトネジェメトの息子であり、父の長い治世の後に共同統治期間を経て王位を継いだ。この共同統治はリネン包帯の「...アメンエムオペト王、49年...」という文言（「アメンエムオペト王（の治世10年目）、（プスセンネス1世の治世）49年」と復元されている）から推測される。しかしながら、この49年はプセンネス1世ではなく、アメン大司祭メンケペルラーのことを指しており、従って共同統治期間は存在しなかったのではないかと提唱されている。この仮説は共同統治説を支持するケネス・キッチンによって批判されている。キッチンは4年の後に49年と記されているブルックリン16.205パピルス（Papyrus Brooklyn 16.205）の存在に言及している。これはかつてはシェションク3世とパミのことを指していると考えられていたが、現在ではプスセンネス1世とアメンエムオペトのこと、すなわちアメンエムオペトの治世4年を指していると考えられている。
ファラオとしての治世中、アメンエムオペトはかつてのプスセンネスと同じように「タニスのアメン大司祭」の称号を用い始めた。アメンエムオペトの正統性はアメン大司祭スメンデス2世およびその後を継いだ弟パネジェム2世統治下のテーベから完全に承認されており、少なくとも9つのテーベの墓の副葬品にその名が記されている。そのうちのひとつはアメンエムオペトの治世5年目と記された「アムンの船頭」ペンネスタウィの死者の書である。
タニトの王墓および彼について記されたテーベの埋葬品を除くと、アメンエムオペトはほとんど記録に残されてない。彼は「ギザのピラミッドの女主人」イシス礼拝堂の装飾を続け、またメンフィスにある神殿の一つを改修した。
マネトの著作ではすべての断片でアメノフティス（Amenophthis, アメンエムオペトのギリシア化された名）は9年間在位したと記されており、このことは考古学的資料によってほぼ裏付けられている。妻子は知られておらず、おそらくは血縁関係にない大オソルコンが王位を継いだ。
ダグラス・デリー博士（Dr. Douglas Derry）による骨格検査によれば、アメンエムオペトはかなり高齢に差し掛かった屈強な体格の男性であった。王は恐らく頭骨の感染症に苦しみ、それによる髄膜炎が死因となったようである。

## 埋葬

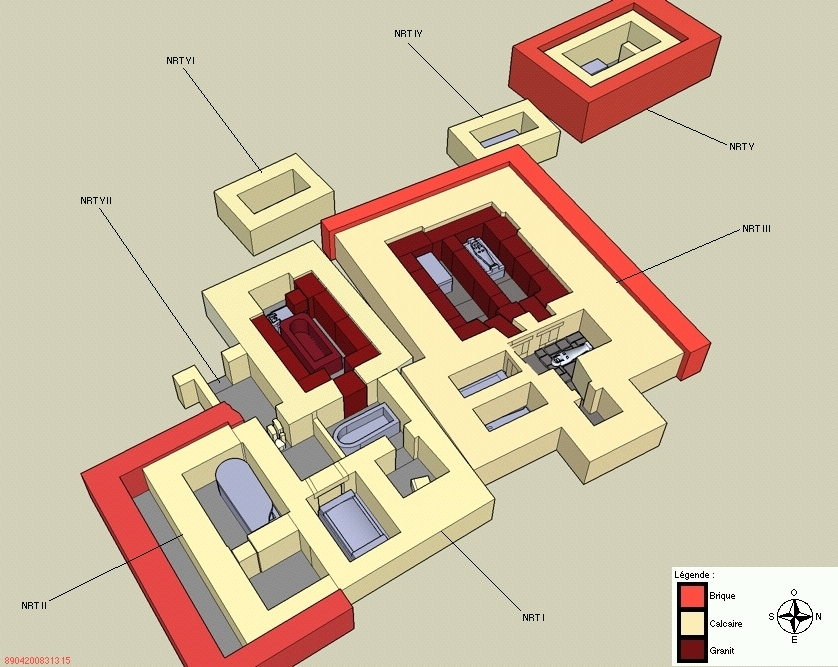
タニス地下王墓（NRT）の概観。アメンエムオペトは当初NRT IVに葬られ、後にプスセンネス1世に隣接する左の花崗岩室NRT IIIへと改葬された。

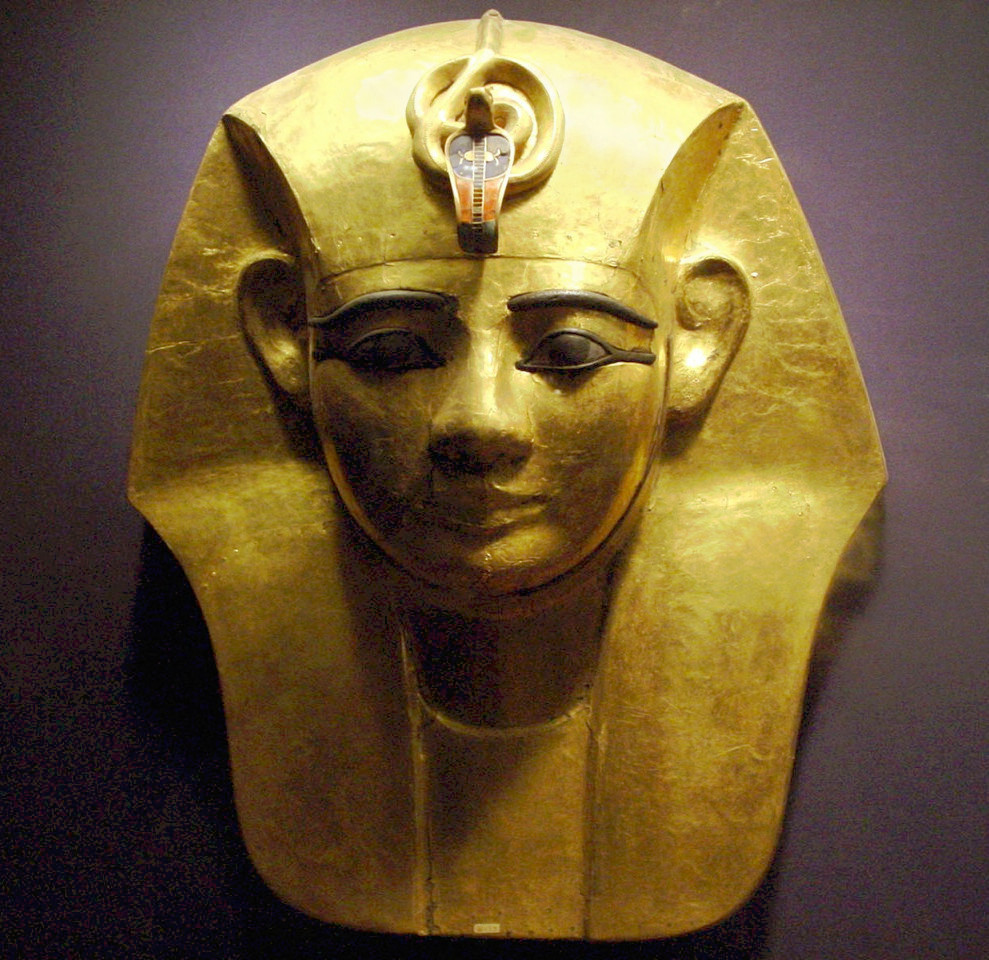
アメンエムオペトの2つめの葬儀マスク

アメンエムオペトは当初タニスにある王家のネクロポリスの小墓（NRT IV）唯一の部屋に埋葬された。彼の死から数年後、シアムンの治世下、プスセンネス1世の墓の隣、元々彼の母とされるムトネジェメトが埋葬されていた墓に改葬された。彼の未盗掘の墓は1940年4月、ナチス・ドイツのフランス侵攻のほんの1月前にフランス人エジプト学者ピエール・モンテおよびジョルジュ・ゴワイヨンによって発見された。モンテは発掘を第二次世界大戦の終わりまで中断しなければならず、1946年に再開し、1958年に成果を発表した。
発掘者が小さな埋葬室へ入った際、彼らは本来ムトネジェメト王妃のものだったのではないかと議論した。室内には彫刻のない花崗岩の石棺、カノプス壺の入った容器およびミイラの洗浄に使った水が入っていた容器、およびおよそ400体ほどのウシャブティの山があった。石棺の中には金箔で覆われた木棺があり、アメンエムオペトのミイラが収められていた。ミイラにはデスマスク、2つの胸飾り、ネックレス、ブレスレット、指輪、七宝の襟が着けられていた。これらの品のうち4点にプスセンネス1世の名が記されていた。
デスマスクは王を若く表現しているが、ゴワイヨンは発見時のマスクは苦悶の表情であり、修復後にやわらげられたと述べている。ミイラと埋葬品は現在カイロ博物館に所蔵されている。
アメンエムオペトの埋葬は近くのプスセンネス1世よりはるかに質素であった。プスセンネス1世は純銀の棺と純金のマスクと共に葬られていたが、アメンエムオペトの棺・マスクはいずれも単に箔付けされたものであった。